# Mollinedia viridiflora
Mollinedia viridiflora är en tvåhjärtbladig växtart som beskrevs av Louis René Tulasne. Mollinedia viridiflora ingår i släktet Mollinedia och familjen Monimiaceae. Inga underarter finns listade i Catalogue of Life.